# 総義歯

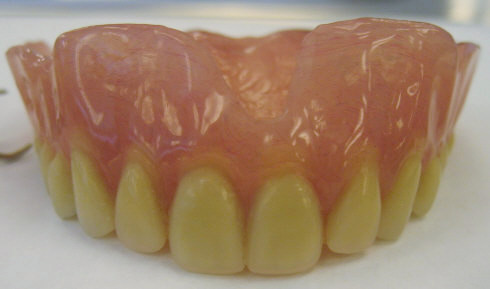
上顎義歯

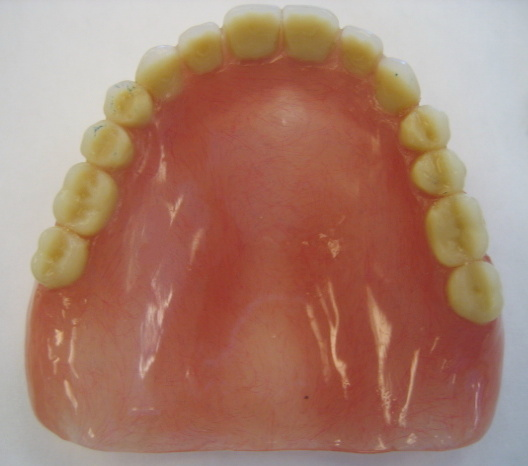
同一の上顎義歯の咬合面

総義歯（そうぎし、英: Complete dentures）とは、歯科の補綴装置のうち、無歯顎者につけるものである。全部床義歯（ぜんぶしょうぎし）とも言い、一般には「総入れ歯」として知られる。

## 構造

### 人工歯部
本来天然歯があった所で、人工歯が並べられている。レジン歯や陶歯、金属歯などが使われる。

### 床部
人工歯部以外の部分を床部と言う。通常はレジンもしくはスルフォンのみで作られる。健康保険適用除外になるが粘膜面や口蓋側、舌側など外観に触れない部分をコバルト、チタン、金などで作り食物を自然な温度で味わえる金属床、さらに近年では医薬品医療機器等法でまだ認可されていないが床自体に柔軟性があるナイロン性素材の床も存在する。

## 種類
総義歯にも多くの種類がある。最終的に作られる総義歯を本義歯というが、この他に、抜歯後すぐに装着できるように、抜歯前に作製する即時義歯や治療中に、総義歯になれることや、下顎位の矯正などを目的とする治療義歯などがある。

## 歴史
世界で最初の総義歯は、紀伊国内にある衣笠山願成寺（天台宗）の尼僧（1538年没。通称・仏姫、俗名・中岡てい）の物と言われており、これは木床一木造りである。この総義歯は現在の物と同じく、吸着によって口腔内に維持されるものであった。この後も江戸時代に仏師が作製しており、価格は一ヶ月の生活費程度であったといわれる。